# Balticonesticus flexuosus
Balticonesticus
Genre
Espèce
Balticonesticus flexuosus, unique représentant du genre Balticonesticus, est une espèce fossile d'araignées aranéomorphes de la famille des Nesticidae.

## Distribution
Cette espèce a été découverte dans de l'ambre de la mer Baltique. Elle date du Paléogène.

## Publication originale
- (en) Jörg Wunderlich, Spinnenfauna Gestern und Heute. Fossile Spinnen in Bernstein und ihre heute lebenden Verwandten., Wiesbaden, Erich Bauer Verlag bei Quelle und Meyer, 1986, 1–283 p..